# Lincoln Díaz-Balart
Pour les articles homonymes, voir Díaz-Balart, Díaz et Balart.
Díaz-Balart y Caballero est un nom espagnol. Le premier nom de famille, en général paternel, est Díaz-Balart ; le second, en général maternel, souvent omis, est Caballero.
Lincoln Rafael Díaz-Balart y Caballero, né le 13 août 1954 à La Havane et mort le 3 mars 2025, est un homme politique américain membre du Parti républicain.
Il est élu à la Chambre des représentants des États-Unis pour la Floride de 1993 à 2011, après avoir été membre de la Chambre et du Sénat de l'État. Il quitte son poste en 2011 et son frère, Mario Díaz-Balart, qui représentait auparavant le 25e district congressionnel de Floride, prit sa place. Il préside le Congressional Hispanic Leadership Institute (en) et est désormais actif à l'Institut La Rosa Blanca.

## Biographie
Lincoln Díaz-Balart est né à La Havane (Cuba), fils de l'homme politique cubain Rafael Díaz-Balart et d'Hilda Caballero Brunet. Sa tante, Mirta Díaz-Balart, est la première épouse de Fidel Castro, et son cousin est Fidel Castro Díaz-Balart. Son oncle est le peintre cubano-espagnol Waldo Díaz-Balart (en). Il a trois frères, Mario, également homme politique, José Díaz-Balart (en), journaliste, et Rafael Díaz-Balart, banquier.
Lincoln Díaz-Balart fait ses études à l'École américaine de Madrid (en), au New College of Florida et à l'université Case Western Reserve, où il obtient un diplôme en droit. Lincoln Díaz-Balart exerce en cabinet privé à Miami pendant plusieurs années avant d'occuper un poste élu.
En 1982, Lincoln Díaz-Balart se présente à un siège à la Chambre des représentants de Floride pour le district 113 en tant que démocrate et perd face au républicain Humberto Cortina (en).
Lincoln Díaz-Balart, ainsi que sa famille immédiate, étaient tous membres du Parti démocrate. Díaz-Balart était l'ancien président des Jeunes démocrates du comté de Dade et des Jeunes démocrates de Floride, ainsi que membre du comité exécutif du Parti démocrate du comté de Dade. Le 24 avril 1985, Diaz-Balart, sa femme et son frère Mario changent leur inscription pour devenir républicains.
En 1994, Lincoln Díaz-Balart est l'un des trois seuls titulaires républicains à ne pas signer le Contrat républicain avec l'Amérique. Lincoln Díaz-Balart s'oppose aux dispositions de la section sur la réforme de l'aide sociale qui priveraient les immigrants légaux de programmes fédéraux.
En mars 2010, Diaz-Balart qualifie publiquement l'adoption de la loi sur la protection des patients et les soins abordables de « pas décisif dans l'affaiblissement des États-Unis »,. 
Lincoln Díaz-Balart meurt d'un cancer le 3 mars 2025 à l'âge de 70 ans.

## Décorations
- Commandeur de l'ordre du Ouissam alaouite[11].